# Nachtjargon
Der Nachtjargon, von Außenstehenden auch als „Luden-ABC“ bezeichnet, ist eine deutsche Sondersprache, die in Hamburg auf St. Pauli vornehmlich von Zuhältern, Kneipiers, Türstehern und Animateuren gesprochen worden ist.

## Hamburgs Nachtjargon

### Entstehung
Zur Entstehung des Nachtjargon liegen keine Quellen vor. Es ist davon auszugehen, dass er sich mit dem Beginn der Prostitution auf St. Pauli entwickelt hat; darauf deuten unter anderem die alten rotwelschen Begriffe im Nachtjargon hin (z. B. filzen, fleppen, freier, geitling, schabau). In den 1980er und 1990er Jahren ist der Nachtjargon auf St. Pauli mit der Verdrängung der alten deutschen Kiezer allmählich verstummt. Einige Begriffe leben in der heutigen Umgangssprache auf St. Pauli und in Verfilmungen weiter.

### Mündlichkeit / Schriftlichkeit
Gesprochen haben den Nachtjargon überwiegend Männer aus dem Milieu. Die Prostituierten konnten den Nachtjargon verstehen; gesprochen haben sie ihn seltener. „Verstanden haben sie ’s mit Sicherheit. Das war das ABC, bevor man ’n aufrechten Gang im Puff lernen durfte, und ich fand ’s immer verwerflich, wenn sie dann auch die Sprache angenommen haben.“ (Stefan Hentschel 2003). Schriftlichkeit war dem Nachtjargon ursprünglich fremd.
In den 1960er Jahren wurde der Nachtjargon durch den Kiezkellner Günther Silvester erstmals verschriftlicht. Dabei handelte es sich um einfache Wörterlisten. Die Sprachwissenschaft wurde erst 2002 auf den Nachtjargon aufmerksam. Auf der Grundlage von Sprecherbefragungen und den schriftlichen Quellen ist der Nachtjargon 2003 dann in einem Wörterbuch dokumentiert worden.

### Funktion und Codierungsverfahren
Der Nachtjargon funktionierte als Geheimsprache, wenn Dritte vom Verständnis ausgeschlossen werden sollten, wie etwa in Hörweite stehende Freier bei der internen Geschäftsabsprache zwischen Zuhältern und Prostituierten. Ansonsten wurde er auch nicht-geheimsprachlich als Jargon unter Kiezern und anderen St. Paulianern gebraucht.
Seine geheimsprachliche Funktion erreichte der Nachtjargon auf verschiedenen Wegen: durch Substitution allgemein verständlicher Wörter durch Lexeme aus fremden Sprachen, durch Wortneubildungen und durch Manipulationen der Bedeutungen geläufiger Wörter (Neosemantisierung). Bedeutungsveränderung standardsprachlicher Wörter: z. B. fett `Geld’, fest ‚Verlust’, feucht ‚geizig’, frisch ‚Glück’, gedicht `Aussage vor der Polizei’; Neubildungen aus deutschem Wortmaterial: z. B. abstecke, bellmann, brandpartie; Substitution durch Wörter aus Fremdsprachen, zum Beispiel dem Jüdischdeutschen/Hebräischen (z. B. achiele, keilof, sore, seeger), dem Romani der Sinti und Roma (z. B. mulo, nablo, patte) sowie durch Wörter aus dem bereits im 12./13. Jahrhundert entstandenen Rotwelsch (z. B. fleppen, geitling, griffel). Gering beteiligt sind das Niederdeutsche (z. B. flettern ‚einen Schlafenden bestehlen’ < nd. flett ‚Fußboden’, kömtille ‚Säuferin’ < hbg. köm ‚Schnaps’) und die romanischen und slawischen Sprachen (z. B. span. amigo; frz. annonce, bordell; slaw. pinusen, ossnik). Einige wenige Wörter sind Anglizismen: champ, starlet, chopper, buggi. Das Wort bambule ‚Streit’ stammt ursprünglich aus der Bantusprache. In einigen Fällen sind tarnsprachliche Wörter des Nachtjargon doppelt codiert worden: nach dem Verfahren der Kedelkloppersprache, z. B. schore zu oreschi.

## Sprachliche Aspekte
- Wortschatz: Der Verdunkelungswortschatz des Nachtjargon betrifft im Wesentlichen die milieutypischen Bereiche Prostitution, Animation, körperliche Auseinandersetzungen. Diese Bereiche werden teilweise sehr differenziert dargestellt (z. B. Wortfamilien lude, tille, schwalbe, maloche); daneben spiegeln sich periphere Zonen wie Glücksspiel, Gefängnis, Essen, Trinken etc. im Wortschatz des Nachtjargon wieder. Auffällig ist der Befund, dass der sogenannte Tabuwortschatz, den man gerade in der Kiezsprache erwarten könnte, längst nicht so stark ausgebildet ist, wie in anderen vergleichbaren Sondersprachen. Die Welt der Prostitution wird sprachlich verschleiert. Dabei übernehmen Metaphern (insbesondere aus dem Pferdesport) die Verdunklung: z. B. dreispännig fahren ,von drei Prostituierten leben’, hüh ,an die Arbeit!’, traben ,sich auf dem Straßenstrich prostituieren’.[12]
- Wandel: Der Nachtjargon hat sich im Laufe der Zeit verändert. So unterscheidet sich die Lexik des Nachtjargon, die von dem ehemaligen Kiez-Kellner Günther Silvester Ende der 1960er Jahre aufgeschrieben worden ist, von dem, was der ehemalige Bordellier Stefan Hentschel bei Sprecherbefragungen 2002/2003 erinnert. Einige Wörter gerieten in Vergessenheit, andere kamen neu hinzu. Günther Silvester 1968: „Diese Sprache lebt. Ständig kommen neue Ausdrücke hinzu.“[13]

- Wortbildung: Bildungen auf -mann und -künftig sind im Wortschatz des Nachtjargon besonders produktiv: assmann, ballermann, bellmann, drehemann, flattermann, flitzemann, glitzermann, greifmann, gutentagmann, heiermann, heiermannslude, heiermannszigarre, horchemann, kawentsmann, kellemann, knallmann, krückmann, laumann, linsemann, markmann, nickmann, obermann, plattermann, reunemann, riechmann, rührmann, saubermann, schleichmann, schluckmann, schreibemann, schwenkermann, stechmann, steckmann, tauchermann, unzelmann, gutentagmann; klickmänner, pellmänner, trudelmänner, untermänner; afterkünftig, hinterkünftig, linkskünftig, nebenkünftig, oberkünftig, rechtskünftig, unterkünftig, vorderkünftig.

- Wortbildungsmuster: hier zeigt der Nachtjargon im Vergleich mit der Standardsprache kaum Besonderheiten (überwiegend Komposita und Derivationen). Auffällig sind die überproportional häufigen Kürzungen: aqua, brilli, buko, kappis, kaptas, dorni, ex, japse, jidd, koks, leihe, pelli, pervi, salmi, z. Selten sind Zusammenbildungen wie gutentagmann oder Zusammenrückungen wie schlimme-augen-wurst.
- Bei seiner konkreten Anwendung und seinem pragmatischen Einsatz zeigt der Nachtjargon die milieutypische Bevorzugung der sogenannten Illokutionen „Aufforderung“ (laß mal rüberwachsen, schick durch, hüh) und „Warnen“ (ich mach hier ’ne ansage, mach kein adschewinas).

## Sprachliche Verwandtschaft und Nachbarschaften
Aufgrund gemeinsamer Schnittmengen des Vokabulars ist der Nachtjargon verwandt mit anderen sogenannten Rotwelsch-Dialekten des deutschen Sprachgebiets sowie mit anderen Kiezsprachen, etwa in Frankfurt, Düsseldorf, Berlin; auch mit der Schockfreiersprache und dem Polizeijargon gibt es Gemeinsamkeiten im Wortschatz. Im Vergleich zu anderen Rotwelsch-Dialekten ist der Nachtjargon durch einen vergleichsweise geringen Anteil an Tarnwörtern aus dem Jüdischdeutschen und dem Romani gekennzeichnet.
Der Nachtjargon ist von verschiedenen anderen Sondersprachen umgeben bzw. beeinflusst worden: von der Schockfreiersprache (Sprache der Marktbeschicker und Schausteller auf dem Hamburger Dom und dem Fischmarkt); der Sprache der Rocker; dem Polizeijargon von der Davidwache (vom Nachtjargon beeinflusst); dem Knastjargon; dem Rotwelsch der wandernden Handwerksburschen und der Kedelkloppersprook. Die sprachliche Situation auf St. Pauli war immer ein Nebeneinander des mehr oder weniger Verschiedenen. Eine einheitliche „Kiezsprache“ hat es nie gegeben.

## Individuelle Besonderheiten
Im Vergleich mit anderen Sondersprachen hat der Nachtjargon individuelle Besonderheiten und Alleinstellungsmerkmale:
- Ortsspezifische Begriffe: z. B. schmiermichel ‘Funkstreifenpolizist’ (seinerzeit war die Funkleitzentrale im Hamburger Michel untergebracht), karussellkaschube ‘Restaurant auf dem Telemichel’.

- Milieutypische Wortneubildungen: z. B. amateurnutte, armutstille, blockschulden, bockschein, bolschewikenbrühe, bontjewasser, brandpartie, hühnerstrip, hungerlampe (Taxileuchte, für einen für wenig Geld Arbeitenden), matratzensolist; hartgeldlude, hühnerhabicht, haubentaucher, schmalzlocke (für den erfolglosen Zuhälter).

- Wortneubildungen in Kombination mit Orts-, Landschafts- und Ländernamen: z. B. abbruzzenviertel, grönlandschwalben, hawaiimücken, hongkongschwalben, mecklenburger ananas, oldenburger südfrüchte, türkischer sand, texasschildkröten, hochlandschotte, eskimoflipp, indianerbier, loreleysuppe, negerknete.

- Tarnnamen von Kneipen und Personen auf St. Pauli: z. B. lausenberber, bettenvoß, brandt, farmsenberber, herbertine, sardine.

- Aus Personennamen gebildete Substantive: z. B. lude, ludewig, gurkengustav, max, spinnrieke, schwulibert, schwuligunde, seibelheini, ochsenkarl, perviguste, pißalma, pißbudenlouis, protestalma, pufflouis, reesalma, schulz, lübecker.

- Wortspiele mit Personen- und Ortsnamen: z. B. caruso ‘Karo (Spielkartenfarbe)’, glasi della moore als Spitzname für das Hamburger Gefängnis Glasmoor.

## Gedruckte Quellen
- Günther Silvester: Nachtjargon von A-Z. Hamburg 1968 (Glossar, S. 10–108). Privatdruck
- Günther Silvester: Rund um den Kietz! St. Pauli. Kesse Puppen. Scharfer Witz, Hamburg 1970 (Glossar, S. 105–129). Privatdruck
- Günter Zint: Die weiße Taube flog für immer davon. Ein St. Pauli-Bilderbuch, Hamburg 1982, ISBN 978-3-921909-51-5 (Glossar mit Anhang der Geldwertbezeichnungen, S. 262–263)
- Ariane Barth: Die Reeperbahn. Der Kampf um Hamburgs sündige Meile, Hamburg 1999, ISBN 978-3-455-15028-5 (einzelne Vokabeln des Nachtjargon im Text)
- Ronald Gutberlet: Die Reeperbahn. Mädchen, Macker und Moneten, Hamburg / Wien 2000, ISBN 978-3-203-78305-5 (einzelne Vokabeln des Nachtjargon im Text)
- Ingeborg Donati, Thomas Metelmann: Einsatz auf St. Pauli. Geschichten aus der Davidwache, Hamburg 2002, ISBN 978-3-935436-12-0 (einzelne Wörter des Nachtjargon im Text und ein Glossar des Polizeijargons)

## Tondokumente
- Kiezlied „Achiele toff“. Anfang der 1970er Jahre vom Tanzmusiker-Quartett „Die Playboys“ aufgenommen und vertont[18]. Nach einem Tonbandmitschnitt von Bandleader Volker Zaum als CD „Nachtjargon in vergessenen Hamburger Liedern“ herausgegeben. ISBN 978-3-00-012781-6
- Kiezlied „Nachtjargon“. Anfang der 1970er Jahre vom Tanzmusiker-Quartett „Die Playboys“ aufgenommen und vertont. Nach einem Tonbandmitschnitt von Bandleader Volker Zaum als CD „Nachtjargon in vergessenen Hamburger Liedern“ herausgegeben. ISBN 978-3-00-012781-6